# Sacey
Sacey est une commune française, située dans le département de la Manche en région Normandie, peuplée de 512 habitants.

## Géographie

### Localisation
La commune est à l'extrême sud-ouest de la Normandie et de l'Avranchin, limitrophe du pays de Dol et du Coglais (Bretagne). Son bourg est à 6 km au nord d'Antrain, à 7 km au sud-est de Pontorson et à 11 km à l'ouest de Saint-James.
| Aucey-la-Plaine                                      | Aucey-la-Plaine, Pontorson (comm. dél. de Vessey)                   | Pontorson (comm. dél. de Vessey)     |
| Sougeal (Ille-et-Vilaine)                            | Sacey                                                               | Saint-James (comm. dél. de Montanel) |
| Val-Couesnon (comm. dél. d'Antrain, Ille-et-Vilaine) | Val-Couesnon (comm. dél. de Saint-Ouen-la-Rouërie, Ille-et-Vilaine) | Saint-James (comm. dél. de Montanel) |

### Géologie et relief
Le point culminant (74 m) se situe au sud-est, près du lieu-dit le Mée. Le point le plus bas (6 m) correspond à la sortie du Couesnon du territoire, au nord-ouest, à la confluence du Loison.

### Hydrographie
La commune est située dans le bassin Loire-Bretagne. Elle est drainée par le Couesnon, le Guerge, la rivière la guerge, le Loison et la Barbais,,.
Le Cunes, d'une longueur de 97 km, prend sa source dans la commune de Saint-Pierre-des-Landes et se jette  dans la baie du Mont-Saint-Michel à Mont-Saint-Michel, après avoir traversé 25 communes.
Le Guerge, d'une longueur de 26 km, prend sa source dans la commune des Portes du Coglais et se jette  dans le Couesnon à Sougeal, après avoir traversé sept communes.
Le Loison, d'une longueur de 12 km, prend sa source dans la commune de Saint-James et se jette  dans le Couesnon en limite d'Aucey-la-Plaine et de Sacey, après avoir traversé quatre communes.

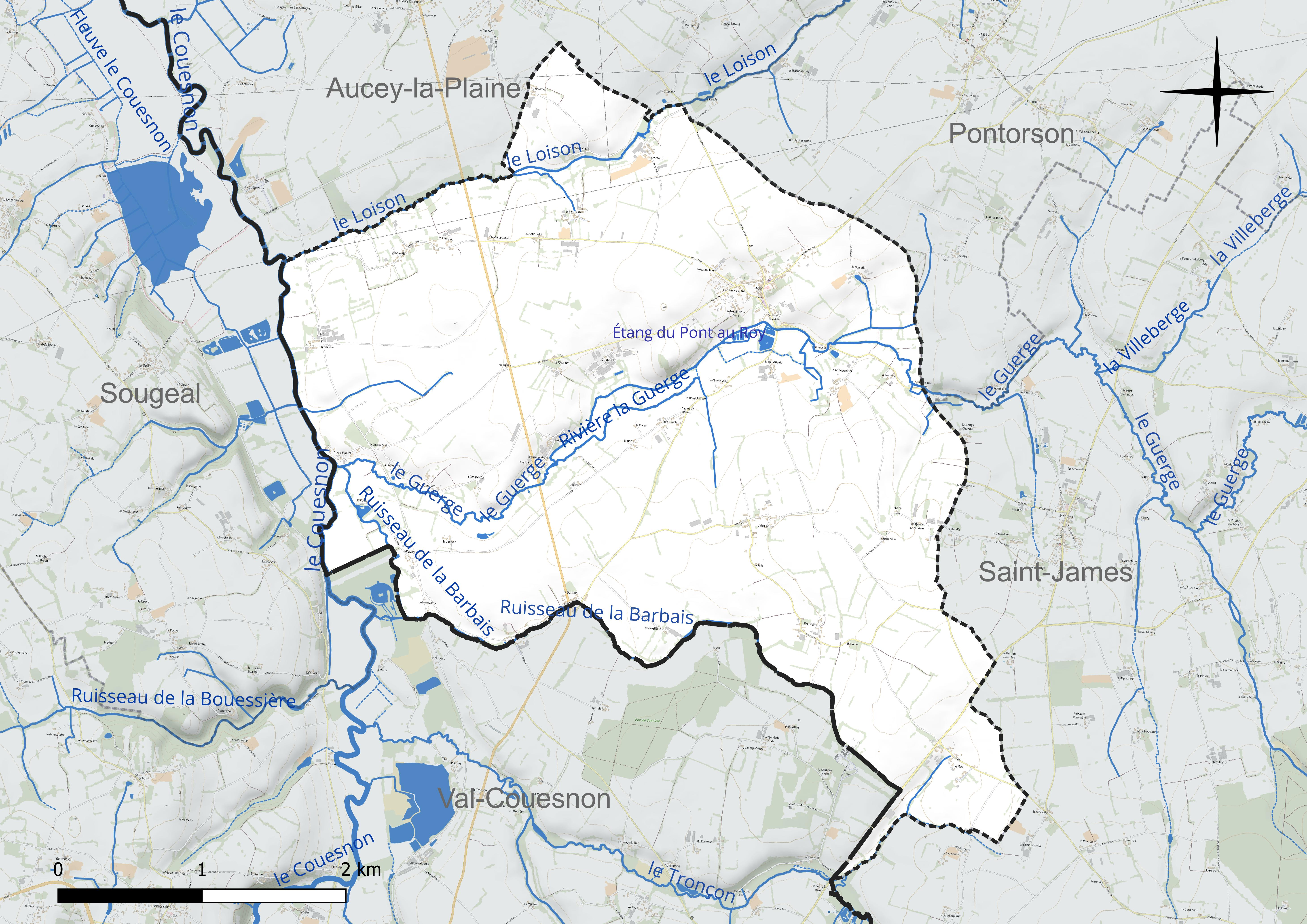
Réseau hydrographique de Sacey.

Un plan d'eau complète le réseau hydrographique : l'étang du Pont au Roy (0,9 ha),.

### Climat
Pour des articles plus généraux, voir Climat de la Normandie et Climat de la Manche.
En 2010, le climat de la commune est de type climat océanique franc, selon une étude du CNRS s'appuyant sur une série de données couvrant la période 1971-2000. En 2020, Météo-France publie une typologie des climats de la France métropolitaine dans laquelle la commune est exposée à un climat océanique et est dans la région climatique  Bretagne orientale et méridionale, Pays nantais, Vendée, caractérisée par une faible pluviométrie en été et une bonne insolation. Parallèlement le GIEC normand, un groupe régional d’experts sur le climat, différencie quant à lui, dans une étude de 2020, trois grands types de climats pour la région Normandie, nuancés à une échelle plus fine par les facteurs géographiques locaux. La commune est, selon ce zonage, exposée à un « climat maritime », correspondant au Cotentin et à l'ouest du département de la Manche, frais, humide et pluvieux, où les contrastes pluviométrique et thermique sont parfois très prononcés en quelques kilomètres quand le relief est marqué.
Pour la période 1971-2000, la température annuelle moyenne est de 11,4 °C, avec une amplitude thermique annuelle de 12,2 °C. Le cumul annuel moyen de précipitations est de 770 mm, avec 13 jours de précipitations en janvier et 7,5 jours en juillet. Pour la période 1991-2020, la température moyenne annuelle observée sur la station météorologique la plus proche, située sur la commune de Pontorson à 6 km à vol d'oiseau, est de 11,9 °C et le cumul annuel moyen de précipitations est de 821,3 mm,. Pour l'avenir, les paramètres climatiques de la commune estimés pour 2050 selon différents scénarios d’émission de gaz à effet de serre sont consultables sur un site dédié publié par Météo-France en novembre 2022.

## Urbanisme

### Typologie
Au 1er janvier 2024, Sacey est catégorisée commune rurale à habitat très dispersé, selon la nouvelle grille communale de densité à sept niveaux définie par l'Insee en 2022.
Elle est située hors unité urbaine.
Par ailleurs la commune fait partie de l'aire d'attraction de Pontorson, dont elle est une commune de la couronne,. Cette aire, qui regroupe cinq communes, est catégorisée dans les aires de moins de 50 000 habitants,.

### Occupation des sols
L'occupation des sols de la commune, telle qu'elle ressort de la base de données européenne d’occupation biophysique des sols Corine Land Cover (CLC), est marquée par l'importance des territoires agricoles (98 % en 2018), une proportion sensiblement équivalente à celle de 1990 (98,1 %).
La répartition détaillée en 2018 est la suivante : terres arables (73,6 %), prairies (14,1 %), zones agricoles hétérogènes (10,3 %), zones urbanisées (2 %).

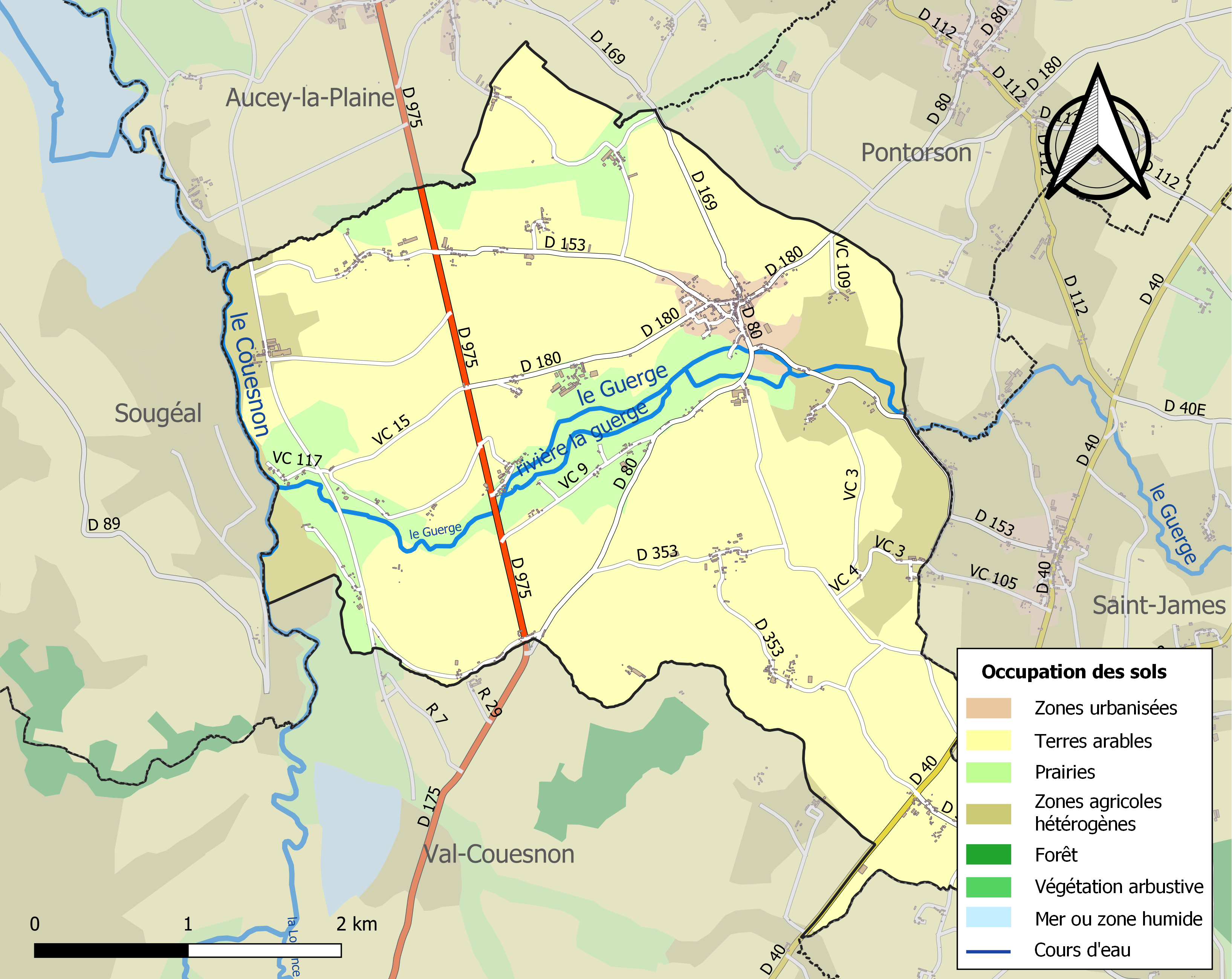
Carte des infrastructures et de l'occupation des sols de la commune en 2018 (CLC).

L'évolution de l’occupation des sols de la commune et de ses infrastructures peut être observée sur les différentes représentations cartographiques du territoire : la carte de Cassini (XVIIIe siècle), la carte d'état-major (1820-1866) et les cartes ou photos aériennes de l'IGN pour la période actuelle (1950 à aujourd'hui).

## Toponymie
Le nom de la localité est attesté sous les formes Sacé au XIIe siècle, Monachis de Saceio en 1168, Ad prioratum Sacei Venimus au XIIIe siècle.
Le toponyme serait issu d'un anthroponyme latin ou roman tel que Sassius.
Le gentilé est Sacéen.

## Histoire

### Moyen Âge
Au Xe siècle, la paroisse était entre les mains d'un seigneur breton, Bodiac de Sacey. La Manche était alors contrôlé par les Bretons.
La seigneurie de Sacey passa à la famille de Malesmains. En 1271, Gilbert de Malesmains, devait le service de deux chevaliers pour quarante jours.

### Temps modernes
Au XVIIe siècle, le seigneur de Sacey est Yves Budes qui sera tué en duel en 1630 par François Guiton.

### Révolution française et Empire
En 1800, la commune fut le théâtre des derniers combats des Chouans.

### Époque contemporaine

#### Seconde Guerre mondiale
Le dimanche 28 février 1943, un Stirling I R9349 WP-'U' de la RAF se dirigeant sur Saint-Nazaire, touché à 22 heures par la défense antiaérienne, s'est écrasé près de Montanel, ou plus précisément, selon les sources britanniques, dans un champ du Clos-sous-Bois, situé à Carnet, à un kilomètre de Saint-James. Une autre source, française, mentionne le champ de M. Louis Bossard, sis à Sacey. Des sept occupants, deux sergents britanniques de la RAF, J. McGhie et K H. Jackson ont réussi à sauter en parachute et ont été faits prisonniers. Leurs cinq compagnons, quatre Anglais et un Néo-Zélandais, n'ont pas survécu. Le commandant allemand Arthur Von Pasquali Farawall, chef du district (Kreiskommandant) d'Avranches, a donné l'ordre de leur rendre les honneurs militaires et de les faire enterrer au cimetière d'Avranches] le 2 mars 1943 où leurs tombes ont été fleuries, malgré l'interdiction, pendant toute l'Occupation.
La Commonwealth War Grave Commision fournit les renseignements suivants sur ces aviateurs :
- sergeant Robert George Frederick Byant, matricule 1334545, navigateur-bombardier ;
- sergeant Leonard Joseph Humphrey, vingt-six ans, matricule 1395877, mitrailleur ;
- flying Officer Edward (Teddy) Lear, vingt-deux ans, matricule 126018, navigateur ;
- sergeant Ronald Vivian Steven Rooke, vingt-deux ans, matricule 1376950, opérateur-radio/mitrailleur ;
- pilot officer Vernon Enright Spain, vingt-neuf ans, matricule 413499, pilote, Royal New Zealand Air Force ;

Les aviateurs appartenaient au 3e groupe du 90e escadron des volontaires de réserve de la RAFAir Force.

## Politique et administration
| Période                                  | Période  | Identité      | Étiquette | Qualité   |
| ---------------------------------------- | -------- | ------------- | --------- | --------- |
| 1995                                     | En cours | Alain Cudelou | SE        | Infirmier |
| Les données manquantes sont à compléter. |          |               |           |           |

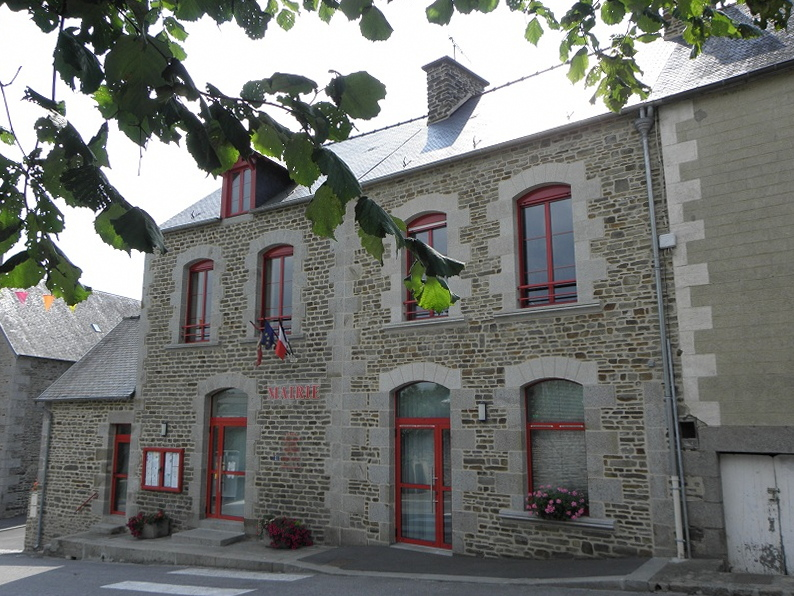
La mairie.

Le conseil municipal est composé de quinze membres dont le maire et trois adjoints.

## Population et société

### Démographie
L'évolution du nombre d'habitants est connue à travers les recensements de la population effectués dans la commune depuis 1793. Pour les communes de moins de 10 000 habitants, une enquête de recensement portant sur toute la population est réalisée tous les cinq ans, les populations de référence des années intermédiaires étant quant à elles estimées par interpolation ou extrapolation. Pour la commune, le premier recensement exhaustif entrant dans le cadre du nouveau dispositif a été réalisé en 2005.
En 2022, la commune comptait 512 habitants, en évolution de −1,92 % par rapport à 2016 (Manche : −0,31 %, France hors Mayotte : +2,11 %).
Au premier recensement républicain, en 1793, Sacey comptait 1 544 habitants, population jamais atteinte depuis.
| 1793  | 1800  | 1806  | 1821  | 1831  | 1836  | 1841  | 1846  | 1851  |
| ----- | ----- | ----- | ----- | ----- | ----- | ----- | ----- | ----- |
| 1 544 | 1 254 | 1 301 | 1 527 | 1 364 | 1 356 | 1 334 | 1 350 | 1 369 |

| 1856  | 1861  | 1866  | 1872  | 1876  | 1881  | 1886  | 1891  | 1896  |
| ----- | ----- | ----- | ----- | ----- | ----- | ----- | ----- | ----- |
| 1 339 | 1 359 | 1 260 | 1 225 | 1 227 | 1 191 | 1 186 | 1 100 | 1 041 |

| 1901  | 1906  | 1911  | 1921 | 1926 | 1931 | 1936 | 1946 | 1954 |
| ----- | ----- | ----- | ---- | ---- | ---- | ---- | ---- | ---- |
| 1 004 | 1 051 | 1 053 | 864  | 872  | 855  | 852  | 818  | 808  |

| 1962 | 1968 | 1975 | 1982 | 1990 | 1999 | 2005 | 2006 | 2010 |
| ---- | ---- | ---- | ---- | ---- | ---- | ---- | ---- | ---- |
| 784  | 648  | 601  | 506  | 500  | 516  | 515  | 509  | 545  |

| 2015 | 2020 | 2022 | - | - | - | - | - | - |
| ---- | ---- | ---- | - | - | - | - | - | - |
| 524  | 516  | 512  | - | - | - | - | - | - |

### Sports et loisirs
L'Association sportive Sacey-Tanis fait évoluer une équipe de football en division de district.

## Culture locale et patrimoine

### Lieux et monuments
- Château de Sacey dont seules subsiste la chapelle Notre-Dame-de-Pitié (1495) et les douves qui la bordent qui sont inscrites au titre des monuments historiques par arrêté du 31 mars 1992[39]. En 1549, Charles de Couvren, est dit sieur et châtelain de Sacey[40]. Jean-Baptiste de Guébriant (1602-1643), baron de Sacey, maréchal de France et son épouse, Renée de Guébriant née Renée Crespin du Bec († 1659), diplomate, utilisèrent le château de Sacey comme base de préparation de leurs missions[22].

En 1412, il existait dans le manoir une chapelle Saint-Georges et Sainte-Croix, ruinée, qui fut probablement transférée dans l'église. Gilles de Couvran, seigneur de Sacey, fonde une nouvelle chapelle dans son château dédiée à la Sainte-Croix, Notre-Dame-de-Pitié et saint François, fondée par acte du 1er janvier 1495.
- Ruines du château de Charuel, place forte des marches de Bretagne[42], érigé au XIe siècle (vers 1029), par Robert le Magnifique face au château breton d'Antrain[22].
- Église Saint-Martin des XIe, XIIe, XVIIe – XVIIIe siècles, ancienne prieurale, d'origine romane, très remaniée, classée ainsi que son cimetière au titre des monuments historiques par arrêté du 30 juillet 1947[43]. Le portail roman arbore les représentations des signes du zodiaques. Elle abrite des bénitiers (XVe-XVIe)[22].
- Chapelle Saint-Thomas du XVIIe siècle.
- Six croix dont une du XVIIIe siècle.
- Anciens moulins de la Porte et Guinguené, dont l'un avec une roue à aubes.
- Maisons aux linteaux datées dont deux de 1843 près de la mairie.

Pour mémoire
- Ancien prieuré bénédictin fondé en 1090 par Robert de Bodiac, moine de l'abbaye de Marmoutier, pour à l'origine trois religieux. L'église prieurale est aujourd'hui celle de la paroisse.

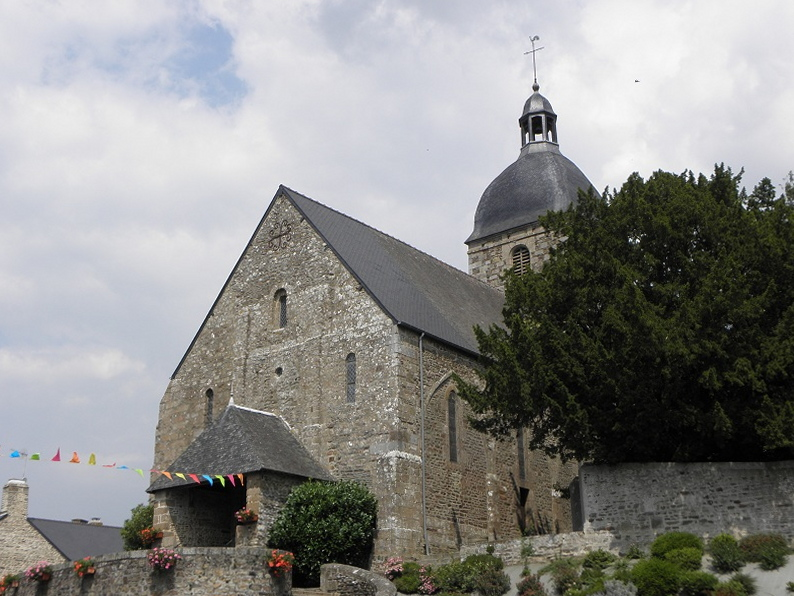
L'église paroissiale Saint-Martin.
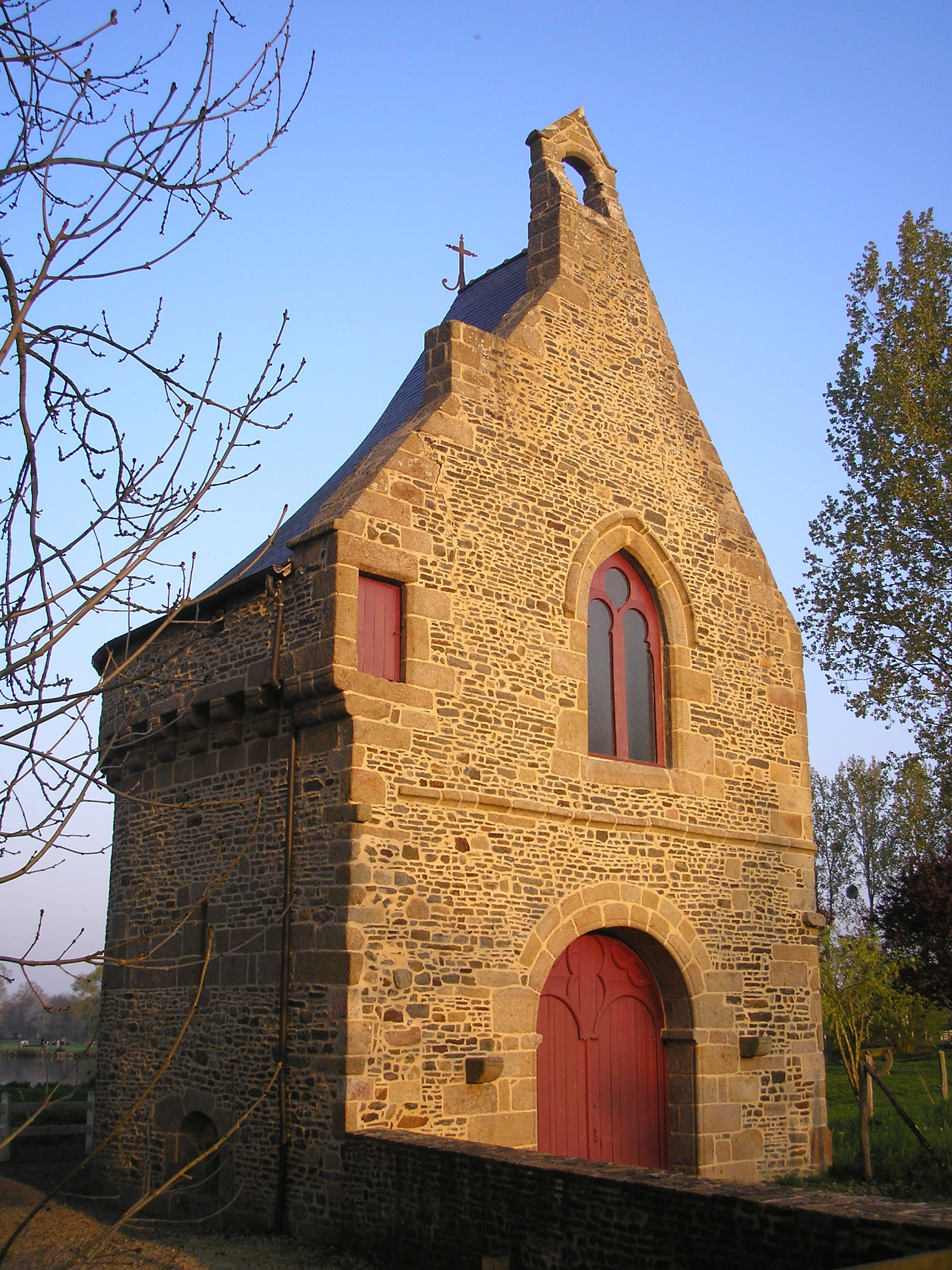
La chapelle Notre-Dame-de-Pitié.